# 1727 км (зупинний пункт)
1727 км — пасажирський зупинний пункт Ужгородської дирекції Львівської залізниці на електрифікованій лінії Стрий — Батьово між зупинним пунктом Рівне та Батьово. Розташований поблизу селища Батьово Берегівського району Закарпатської області.

## Опис платформи
Поблизу зупинного пункту немає населених пунктів. Зупинка розташована в полі та призначена для посадки й висадки залізничників, які працюють у сортувальному парку станції Батьово. Неподалік пункту знаходиться пост електричної централізації та товарна контора. Пройшовши через сортувальну гірку, вантажні вагони рухаються до сортувального парку станції Батьово. Сортувальна горловина складається з 16 колій завдовжки понад 1 км. За 100 м від сортувальної горловини залізницю перетинає шляхопровід, яким пролягає  автошлях територіального значення Т 0707 (Чоп — Берегове). Перед шляхопроводом залізнична колія відгалужується у напрямку станції Косини, що дозволяє вантажним поїздам виходити у напрямку станції Королево без заїзду на станцію Батьово.

## Пасажирське сполучення
На платформі 1727 км зупиняються приміські електропоїзди сполученням Мукачево — Сянки та Львів — Чоп.